# Nate Robinson
Nathaniel Cornelius Robinson (* 31. května 1984) je americký profesionální basketbalový hráč, hrající za klub Chicago Bulls. Mezi jeho předchozí týmy patří Golden State Warriors, New York Knicks, Boston Celtics a Oklahoma City Thunder.
Nate Robinson je trojnásobný vítěz „NBA All-Star Weekend Slam Dunk Contest“. Narodil se roku 1984 v Seattlu. Hrál za družstvo univerzity ve Washingtonu. V roce 2005 byl draftován do NBA.